# Chanvre de Manille
Pour les articles homonymes, voir Manille (homonymie).

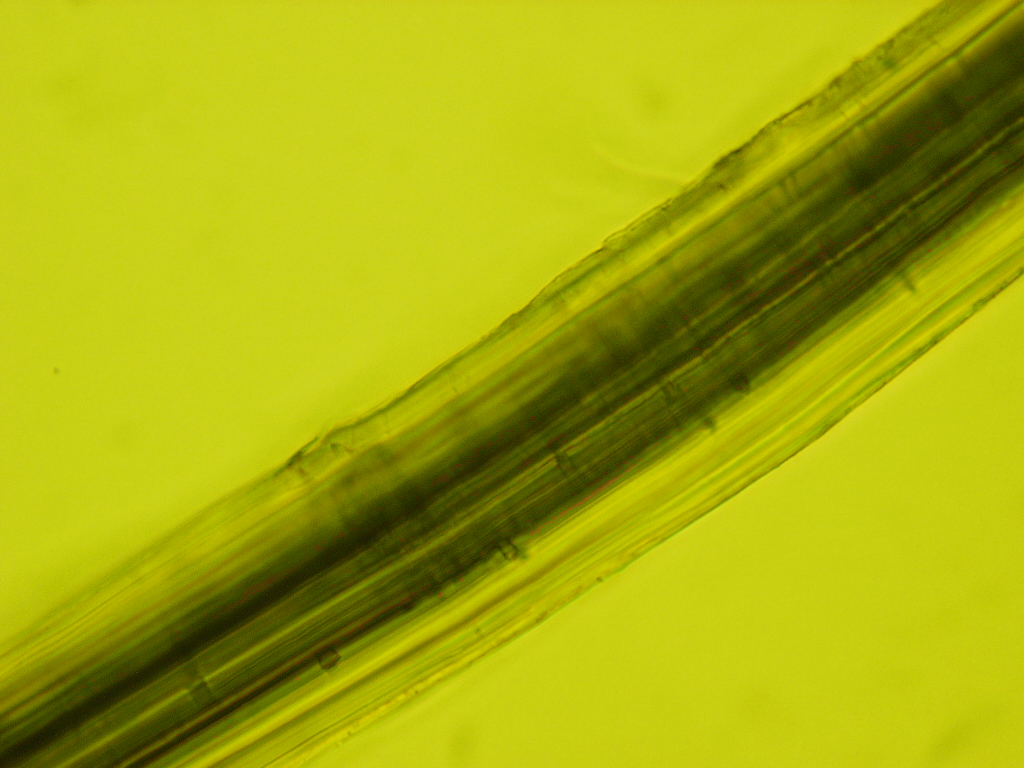
Fibre grossie 40 fois

Le manille ou chanvre de Manille ou aloès est une fibre très résistante produite à partir des feuilles de l’abaca (aussi appelé chanvre de Manille). Le manille possède une légèreté, une résistance et une durabilité plus grandes que les autres fibres naturelles. Sa couleur se situe entre le blanc de l’ivoire et le brun foncé. Il tire son nom de la ville de Manille, capitale des Philippines où l'on effectue la culture de ce bananier.

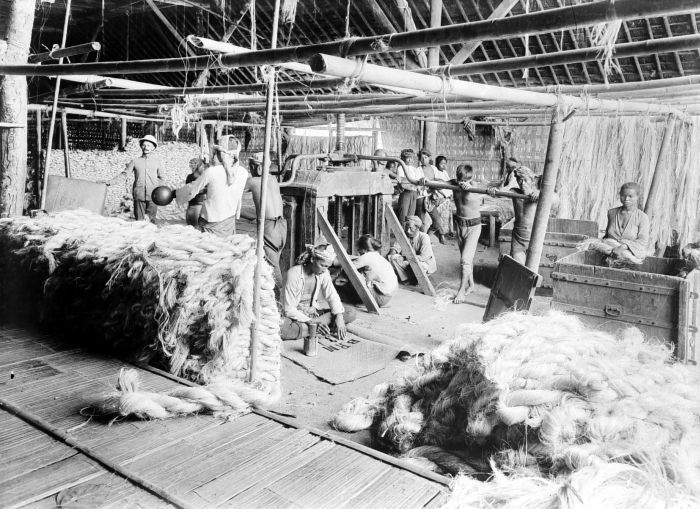
L'emballage de chanvre de Manille (Musa textilis) en balles à Kali Telepak, Besoeki, Java-Est.

Autrefois, cette fibre entrait dans la composition du papier kraft, d'enveloppe dite de manille, des cordages utilisés en marine ou des câbles d'extraction dans les mines. Ces cordages étaient appréciés des marins car ils sont flexibles et difficilement désagrégeables par l’eau de mer.